# Heino Lemmik
Heino Lemmik (* 21. Juli 1931 in Tallinn; † 14. Mai 1983 ebenda) war ein estnischer Komponist.

## Leben
Heino Lemmik lernte von 1945 bis 1953 Geige an der Tallinner Musikschule. Er schloss 1959 sein Studium im Fach Komposition bei Eugen Kapp am Staatlichen Tallinner Konservatorium ab.
Von 1951 bis 1966 war Lemmik Sänger im renommierten Staatlichen Akademischen Männerchor der Estnischen SSR. Von 1966 bis 1971 war Lemmik Dozent für Musiktheorie am Pädagogischen Institut in Tallinn (heute Universität Tallinn) und von 1971 bis zu seinem Tod am Staatlichen Tallinner Konservatorium.

## Kompositorisches Werk (Auswahl)
Heino Lemmik ist besonders wegen seiner zahlreichen Kompositionen für Chöre in Estland und darüber hinaus bekannt geworden. Daneben schrieb er unter anderem ein Flötenkonzert (1959), ein Streichquartett (1968), polyphone Stücke für Klavier (1974) und drei Kantaten für Orchester.